# Мировой Гран-при по волейболу 1994
2-й розыгрыш Гран-при — международного турнира по волейболу среди женских национальных сборных — прошёл с 19 августа по 11 сентября 1994 года в 10 городах 8 стран с участием 12 команд. Финальный этап был проведён в Шанхае (Китай). Победителем турнира стала сборная Бразилии.

## Команды-участницы
Россия, Германия, Нидерланды, Италия — по результатам мирового рейтинга среди команд CEV;
Китай, Япония, Южная Корея, Тайвань — по результатам мирового рейтинга среди команд AVC;
Куба, США — по результатам мирового рейтинга среди команд NORCECA;
Бразилия, Перу — по результатам мирового рейтинга среди команд CSV.

## Система проведения розыгрыша
На предварительном этапе 12 команд-участниц выступали по туровой системе. В каждом туре (всего их было три) команды делились на четвёрки и проводили в них однокруговые турниры. Все результаты шли в общий зачёт. В играх финального этапа, проходившего по круговой системе, участвовали хозяин финала Китай и три лучшие команды по итогам предварительного этапа.

## Предварительный этап
19 августа — 4 сентября

### Турнирная таблица
| М  | Команда     | И | В | П | С/П   | О  |
| -- | ----------- | - | - | - | ----- | -- |
| 1  | Куба        | 9 | 9 | 0 | 27:4  | 18 |
| 2  | Япония      | 9 | 8 | 1 | 24:12 | 17 |
| 3  | Бразилия    | 9 | 7 | 2 | 25:8  | 16 |
| 4  | Южная Корея | 9 | 7 | 2 | 24:9  | 16 |
| 5  | США         | 9 | 7 | 2 | 24:12 | 16 |
| 6  | Китай       | 9 | 6 | 3 | 21:10 | 15 |
| 7  | Россия      | 9 | 4 | 5 | 19:20 | 13 |
| 8  | Италия      | 9 | 2 | 7 | 12:22 | 11 |
| 9  | Нидерланды  | 9 | 2 | 7 | 8:22  | 11 |
| 10 | Германия    | 9 | 1 | 8 | 5:25  | 10 |
| 11 | Перу        | 9 | 1 | 8 | 5:25  | 10 |
| 12 | Тайвань     | 9 | 0 | 9 | 2:27  | 9  |

### 1-й тур
19—21 августа

#### Группа А
Сеул
19.08: Южная Корея — Германия 3:0 (15:5, 15:2, 15:9); США — Италия 3:2 (8:15, 15:7, 14:16, 15:7, 18:16).
20.08: Южная Корея — Италия 3:1 (14:16, 17:15, 15:9, 15:6); США — Германия 3:0 (15:5, 15:9, 15:4).
21.08: США — Южная Корея 3:2 (9:15, 11:15, 15:7, 15:13, 15:9); Италия — Германия 3:1 (12:15, 15:6, 15:10, 15:9).

#### Группа В
Тайбэй
19.08: Япония — Россия 3:2 (15:4, 15:13, 10:15, 10:15, 15:13); Куба — Тайвань 3:0 (15:7, 15:5, 15:3).
20.08: Куба — Япония 3:0 (15:13, 15:4, 15:11); Россия — Тайвань 3:1 (15:10, 16:17, 15:10, 15:6).
21.08: Куба — Россия 3:2 (15:6, 5:15, 15:1, 10:15, 15:12); Япония — Тайвань 3:0 (15:7, 15:6, 15:4).

#### Группа C
Джакарта
19.08: Бразилия — Нидерланды 3:0 (15:4, 15:5, 15:4); Китай — Перу 3:0 (15:4, 15:4, 15:11).
20.08: Бразилия — Перу 3:0 (15:8, 15:7, 15:7); Китай — Нидерланды 3:0 (15:11, 15:4, 15:12).
21.08: Нидерланды — Перу 3:0 (15:6, 15:2, 15:5); Бразилия — Китай 3:1 (15:11, 13:15, 15:8, 15:11).

### 2-й тур
26—28 августа

#### Группа D
Бангкок
26.08: Южная Корея — Перу 3:0 (15:6, 15:7, 15:3); Куба — Италия 3:0 (15:3, 15:4, 15:6).
27.08: Куба — Южная Корея 3:1 (9:15, 15:9, 15:8, 15:12); Италия — Перу 3:0 (15:12, 15:10, 15:7).
28.08: Куба — Перу 3:0 (16:14, 15:11, 15:3); Южная Корея — Италия 3:0 (15:9, 15:8, 15:4).

#### Группа E
Токио
26.08: США — Германия 3:0 (15:2, 15:7, 15:10); Япония — Нидерланды 3:0 (15:10, 15:3, 15:7).
27.08: Япония — Германия 3:0 (15:11, 15:7, 15:10); США — Нидерланды 3:0 (15:7, 15:5, 15:6).
28.08: Япония — США 3:2 (15:11, 6:15, 12:15, 15:5, 15:8); Нидерланды — Германия 3:1 (12:15, 15:7, 17:15, 15:12).

#### Группа F
Макао
26.08: Бразилия — Тайвань 3:0 (15:3, 15:6, 15:11); Китай — Россия 3:1 (15:4, 13:15, 15:7, 15:12).
27.08: Бразилия — Россия 3:0 (15:7, 15:12, 15:3); Китай — Тайвань 3:0 (15:5, 15:6, 15:7).
28.08: Россия — Тайвань 3:0 (15:6, 15:11, 15:8); Бразилия — Китай 3:1 (15:10, 15:12, 12:15, 15:10).

### 3-й тур
2—4 сентября

#### Группа G
Фукуока
2.09: Россия — Бразилия 3:2 (17:15, 5:15, 15:17, 15:12, 15:7); Япония — Италия 3:1 (15:8, 5:15, 15:10, 15:9).
3.09: Япония — Россия 3:2 (15:11, 8:15, 15:10, 15:17, 15:13); Бразилия — Италия 3:0 (15:7, 15:1, 15:12).
4.09: Япония — Бразилия 3:2 (13:15, 11:15, 15:5, 15:6, 15:12); Россия — Италия 3:2 (12:15, 15:7, 15:10, 11:15, 15:10).

#### Группа H
Гуанчжоу
2.09: Куба — Германия 3:0 (15:9, 15:9, 15:6); Китай — Тайвань 3:0 (15:4, 15:2, 15:9).
3.09: Куба — Тайвань 3:0 (15:7, 15:5, 15:8); Китай — Германия 3:0 (15:9, 15:10, 15:9).
4.09: Германия — Тайвань 3:1 (15:8, 15:17, 15:12, 15:10); Куба — Китай 3:1 (15:17, 15:13, 15:7, 15:4).

#### Группа I
Манила
2.08: США — Нидерланды 3:1 (15:13, 12:15, 15:6, 15:12); Южная Корея — Перу 3:1 (15:13, 15:12, 11:15, 15:5).
3.08: Перу — Нидерланды 3:1 (2:15, 15:4, 15:9, 15:11); Южная Корея — США 3:1 (14:16, 15:12, 15:8, 15:1).
4.08: Южная Корея — Нидерланды 3:0 (15:5, 17:15, 15:9); США — Перу 3:1 (15:10, 10:15, 15:13, 15:10).

## Финальный этап
9—11 сентября.  Шанхай.
| М | Команда  | 1   | 2   | 3   | 4   | И | В | П | С/П | О |
| - | -------- | --- | --- | --- | --- | - | - | - | --- | - |
| 1 | Бразилия |     | 3:2 | 3:1 | 3:1 | 3 | 3 | 0 | 9:4 | 6 |
| 2 | Куба     | 2:3 |     | 3:0 | 3:0 | 3 | 2 | 1 | 8:3 | 5 |
| 3 | Китай    | 1:3 | 0:3 |     | 3:0 | 3 | 1 | 2 | 4:6 | 4 |
| 4 | Япония   | 1:3 | 0:3 | 0:3 |     | 3 | 0 | 3 | 1:9 | 3 |

9.09: Бразилия — Куба 3:2 (15:12, 14:16, 15:12, 10:15, 15:13); Китай — Япония 3:0 (16:14, 16:14, 17:15).
10.09: Бразилия — Китай 3:1 (15:2, 10:15, 15:6, 15:13); Куба — Япония 3:0 (15:10, 15:2, 15:5).
11.09: Бразилия — Япония 3:1 (15:9, 11:15, 15:8, 15:7); Куба — Китай 3:0 (15:10, 15:8, 15:9).

## Итоги

### Положение команд
| Бразилия       | 7. Россия     |
| Куба           | 8. Италия     |
| Китай          | 9. Нидерланды |
| 4. Япония      | 10. Германия  |
| 5. Южная Корея | 11. Перу      |
| 6. США         | 12. Тайвань   |

### Призёры
Бразилия: Фернанда Вентурини, Ана Беатрис Мозер, Ана Флавия Санглард, Ана Паула Родригис, Ана Маргарида Алварес (Ида), Илма Калдейра, Марсия Кунья (Марсия Фу), Элия Рожерио ди Соуза (Фофан), Вирна Дантас Диас, Лейла Баррос, Жанина Консейсао, Эдна Вейга, Эстефания Соуза. Главный тренер — Бернардиньо (Бернардо Резенде).
  Куба: Мерседес Кальдерон Мартинес, Магалис Карвахаль Ривера, Марленис Коста Бланко, Ана Ибис Фернандес Валье, Идальмис Гато Мойя, Мирея Луис Эрнандес, Раиса О’Фаррилл Боланьос, Таня Ортис Кальво, Мирка Франсия Васконселос, Регла Торрес Эррера, Лилия Искьердо Агирре, Регла Белл Маккензи. Главный тренер — Эухенио Хорхе Лафита.
  Китай.

### Индивидуальные призы
MVP:  Фернанда Вентурини
Лучшая нападающая:  Мирея Луис Эрнандес
Лучшая блокирующая:  Марсия Фу
Лучшая на подаче:  Лилия Искьердо Агирре
Лучшая связующая:  Фернанда Вентурини
Лучшая на приёме:  Цуй Юнмэй
Лучшая в защите:  Илма Калдейра

## Сборная России
Валентина Огиенко, Наталья Морозова, Марина Панкова, Елена Батухтина, Татьяна Меньшова, Евгения Артамонова, Елизавета Тищенко, Мария Лихтенштейн, Юлия Тимонова, Татьяна Грачёва, Инесса Емельянова, Ирина Уютова. Главный тренер — Николай Карполь.